# 金隠し
金隠し（きんかくし）とは、金玉（睾丸）を隠すもの。
転じて所得隠しの意味でも用いられるようになった。

## 一覧
- 和式大便器にある前方に設けた遮蔽物。転じて、そのように作られた陶製（衛生陶器）の便器。
  - 男性が使う小便器の仕切りや、女性用の和式便器も「きんかくし」と呼ばれることがある。
  - 便器の「きんかくし」の語源の一つに「きぬかけ」というのがある。平安時代の樋箱（しゃがみ式のおまるの一種）には鳥居のような丸い棒が付いており、それを「きぬかけ」と呼んだ。この時の使用姿勢は「きぬかけ」を背にしゃがみ、まくり上げた着物（十二単）の裾を掛けて用を足した。この言葉がいつから「きんかくし」となったかは不明である[1]が、後年には板状のものが現れる。明治に入って陶製便器が大量製造されるようになると、現在のような半円状（スリッパ型）又は台形型の便器が登場する（初期の陶製便器のきんかくしは板状のものである）。
  - 日本で現存する最古の金隠し（板）は、昭和55年（1980年）に一乗谷朝倉氏遺跡から出土した。この金隠しの出土が、発掘場所が「便所」であるという立証に役立った[2]。
- 鎧（よろい）の前腰にある草摺（くさずり）、前板（まえいた）のこと。
- 隠語で所得隠し、またはその手段や方法のこと。